# Collider (singolo)
Collider è un singolo del musicista britannico Jon Hopkins, pubblicato il 9 dicembre 2013 come terzo estratto dal quarto album in studio Immunity.
Il singolo è stato ripubblicato il 24 febbraio 2014 in formato 12" e in una seconda versione digitale.

## Video musicale
Il videoclip, diretto da Tom Haines e prodotto da Connor Hollman, è stato pubblicato in anteprima il 4 dicembre 2013 attraverso il canale YouTube di Thump, sussidiaria della rivista Vice.

## Tracce
CD promozionale (Europa)
1. Collider (Edit) – 5:21
2. Collider (Original Version) – 9:17

Download digitale – 1ª versione
1. Collider (Pangaea Remix) – 7:01

12" (Regno Unito), download digitale – 2ª versione
1. Collider (Pangaea Remix) – 7:01
2. Collider (Karenn Remix) – 6:39
3. Collider (Objekt Remix) – 5:11

## Formazione
- Jon Hopkins – campionatore, programmazione, produzione
- Lisa Elle – voce
- Lee Walpole – effetti sonori
- Sarah Jones – batteria aggiuntiva